# Ernährungssouveränität
Ernährungssouveränität bezeichnet nach dem Verständnis ihrer Befürworter das Recht aller Völker, Länder und Ländergruppen, ihre Landwirtschafts- und Ernährungspolitik selbst zu definieren. Der Begriff wurde anlässlich der Welternährungskonferenz 1996 von der internationalen Kleinbauern- und Landarbeiterbewegung La Via Campesina geprägt, es handelt sich nicht um einen wissenschaftlichen Fachbegriff, sondern um ein politisches Konzept, welches mit diversen Forderungen, wie beispielsweise dem Zugang zu Land, einhergeht.

## Thematik
Leitmodell von Via Campesina ist hierbei eine kleinbäuerliche Landwirtschaft, die auf nachhaltige Weise vor allem Nahrung für die lokale Bevölkerung produzieren soll. Selbstversorgung, lokaler und regionaler Handel sollen Vorrang vor Exporten und Welthandel haben.
Zur Begründung wird auf den Umstand verwiesen, dass Hunger und Unterernährung weltweit hauptsächlich die Landbevölkerung treffen. Zwei Drittel der Hungernden lebten in ländlichen Regionen, die jedoch von der staatlichen Entwicklungszusammenarbeit und internationalen Institutionen wie der Weltbank kaum berücksichtigt würden. Dennoch würde weltweit die meiste Nahrung von rund einer Milliarde Kleinbauern, Kleinfischern, Viehhirten produziert. Daher müsse jedes Konzept zur nachhaltigen Sicherung der Welternährung besonderes Augenmerk auf diese Kleinproduzenten richten.
Das Konzept der Ernährungssouveränität beinhaltet Landreformen, die Achtung der Rechte der Bauern und Landarbeiter sowie das Menschenrecht auf Nahrung, die Ablehnung des Einsatzes von Gentechnik in der Landwirtschaft, den Schutz von Kleinbauern vor billigen Importen (Dumping) und soziale Gerechtigkeit. Oft wird dieses Konzept zusammengefasst in den Worten „Brot, Land und Freiheit“.
Ernährungssouveränität kann, muss jedoch nicht gleichbedeutend sein mit der Autarkie eines Landes oder Volkes.

## Organisationen
Zu den Vertretern des Konzepts der Ernährungssouveränität zählen zahlreiche nichtstaatliche Organisationen wie Via Campesina, die brasilianische Landlosenbewegung MST, die MIJARC (Internationale Katholische Land- und Bauernjugendbewegung) oder die Menschenrechtsorganisation FIAN. Eine prominente Unterstützerin der Ernährungssouveränität ist die indische Aktivistin Vandana Shiva. Venezuela, Nepal und Senegal haben das Konzept der Ernährungssouveränität in ihren Verfassungen verankert, auch Mali plant dies zu tun. In Bolivien bestehen ebenfalls Bestrebungen, die Ernährungssouveränität in der geplanten neuen Verfassung festzuschreiben.

## Weltforum
Vom 23. bis zum 27. Februar 2007 fand in Mali das erste Weltforum für Ernährungssouveränität statt. Teilnehmer waren über 500 Personen aus achtzig Ländern, die nach Vorgabe des Organisationskomitees die verschiedenen Kontinente und Interessengruppen gerecht repräsentierten. Am 27. Februar verabschiedeten sie in Nyéléni, einem eigens für das Forum erbauten Dorf, die Deklaration von Nyéléni.

## Europa-Forum
Der nächste Schritt in diesem Prozess zur Stärkung der weltweiten Bewegung für Ernährungssouveränität war das erste europaweite Forum, das Nyéléni-Europe Forum 2011 in Krems (Österreich).
2016 fand in Cluj (Rumänien) das europäische Nyéléni-Forum statt, an dem auch eine Delegation aus Deutschland teilnahm.

## Kritik
Der Bewegung der Ernährungssouveränität wird von Wissenschaftlern wie Philipp Aerni, William A. Kerr, Ramesh Sharma, Douglas Southgate und anderen vorgeworfen, politisch zu konfrontativ und ideologisiert zu agieren. Auch seien einige ihrer Grundannahmen irreführend, etwa hinsichtlich des Einflusses der Welthandelsorganisation oder der Lösung des Welthungerproblems durch Umverteilung oder ein Recht auf Nahrung. Die Bewegung verschweige zudem, dass die Hungersnöte zumeist in sozialistischen und kommunistischen Ländern auftraten, die das Ziel der Selbstversorgung verfolgten. Protektionistische Maßnahmen seien ein propagiertes Mittel der Bewegung, um Ernährungssouveränität zu erreichen. Diese Maßnahmen dienten jedoch weder den erklärten Zielen der Ernährungssouveränität, noch Ernährungssicherung oder Armutsbekämpfung.

## Siehe  auch
- Agrarpolitik
- Bauernbewegung
- Voices of Transition, Dokumentarfilm zu Wegen zu Ernährungssouveränität und -sicherheit